# Skeleton-Europacup 2018/19
Die Saison 2018/19 war die neunzehnte Saison vom Skeleton-Europacup, welcher von der IBSF organisiert und ausgetragen wird. Diese Rennserie gehört gemeinsam mit den Intercontinentalcup 2018/19 und den Nordamerikacup 2018/19 zum Unterbau des Weltcups 2018/19. Die Ergebnisse der acht Saisonläufe an fünf Wettkampforten flossen in das IBSF-Skeleton-Ranking 2019/20 ein.
Wie bereits in der Saison 2015/16 gingen die Sieg in der Gesamtwertung an die beiden Deutschen Janine Becker von der RSG Hochsauerland und Fabian Küchler vom RT Suhl. Janine Becker war nach Julia Eichhorn, Marion Trott und Tina Hermann erst die vierte Skeletonpilotin, welche zweimal die Gesamtwertung vom Europacup gewinnen konnte. In der Saison gewann Janine Becker vier von acht Rennen und stand auch bei den anderen Rennen jeweils auf den Podium. Den zweiten Platz sicherte sich ihre Teamkollegin Hannah Neise, welche ein Rennen gewinnen konnte und bei insgesamt fünf Rennen auf dem Podest stand. Den dritten und vierten Platz belegten mit Luisa Hornung und Josefa Schellmoser zwei weitere Deutsche. Bei den Männern war Fabian Küchler nach Dominic Rady erst der zweite Skeletonpilot, welcher zweimal die Gesamtwertung des Europacups gewinnen konnte. Den zweiten Platz sicherte sich der Russe Jewgeni Rukossujew vor Cedric Renner aus Deutschland.

## Frauen

### Veranstaltungen
| Datum             | Ort        | 1. Platz         | 2. Platz              | 3. Platz                             |
| ----------------- | ---------- | ---------------- | --------------------- | ------------------------------------ |
| 16. November 2018 | Innsbruck  | Madelaine Smith  | Hannah Neise          | Janine Becker                        |
| 17. November 2018 | Innsbruck  | Madelaine Smith  | Kimberley Murray      | Janine Becker                        |
| 24. November 2018 | Winterberg | Kimberley Murray | Janine Becker         | Madelaine Smith                      |
| 6. Dezember 2018  | Königssee  | Hannah Neise     | Janine Becker         | Ashleigh Fay Pittaway                |
| 7. Dezember 2018  | Königssee  | Janine Becker    | Ashleigh Fay Pittaway | Hannah Neise                         |
| 11. Januar 2019   | Altenberg  | Janine Becker    | Luisa Hornung         | Hannah Neise                         |
| 12. Januar 2019   | Altenberg  | Janine Becker    | Hannah Neise          | Alina Tararytschenkowa Luisa Hornung |
| 26. Januar 2019   | Sigulda    | Janine Becker    | Agathe Bessard        | Darta Zunte                          |

### Gesamtwertung
| Rang | Pilotin             | Pilotin                | Innsbruck         | Innsbruck         | Winterberg        | Königssee        | Königssee        | Altenberg       | Altenberg       | Sigulda         | Punkte |
| Rang | Name                | Land                   | 16. November 2018 | 17. November 2018 | 24. November 2018 | 6. Dezember 2018 | 7. Dezember 2018 | 11. Januar 2019 | 12. Januar 2019 | 26. Januar 2019 | Punkte |
| ---- | ------------------- | ---------------------- | ----------------- | ----------------- | ----------------- | ---------------- | ---------------- | --------------- | --------------- | --------------- | ------ |
| 01   | Janine Becker       | Deutschland            | 03                | 03                | 02                | 02               | 01               | 01              | 01              | 01              | 540    |
| 02   | Hannah Neise        | Deutschland            | 02                | 04                | 06                | 01               | 03               | 03              | 02              | DNF             | 405    |
| 03   | Luisa Hornung       | Deutschland            | 08                | 06                | 04                | 04               | 04               | 02              | 03              | 06              | 386    |
| 04   | Josefa Schellmoser  | Deutschland            | 06                | 05                | 05                | 06               | 05               | 06              | 05              | 07              | 338    |
| 05   | Agathe Bessard      | Frankreich             | 10                | 08                | 12                | 12               | 07               | 05              | 06              | 02              | 312    |
| 06   | Maria Surowzewa     | Russland               | 14                | 11                | 18                | 17               | 17               | 07              | 07              | 05              | 227    |
| 07   | Madelaine Smith     | Vereinigtes Königreich | 01                | 01                | 03                | –                | –                | –               | –               | –               | 205    |
| 08   | Endija Tērauda      | Lettland               | 05                | 10                | 11                | 14               | 14               | –               | –               | 04              | 205    |
| 09   | Kimberley Murray    | Vereinigtes Königreich | 04                | 02                | 01                | –                | –                | –               | –               | –               | 190    |
| 10   | Philippa Wellington | Vereinigtes Königreich | 11                | 13                | 09                | 21               | 18               | 10              | 09              | –               | 182    |

## Männer

### Veranstaltungen
| Datum             | Ort        | 1. Platz           | 2. Platz           | 3. Platz             |
| ----------------- | ---------- | ------------------ | ------------------ | -------------------- |
| 16. November 2018 | Innsbruck  | Fabian Küchler     | Jack Thomas        | Jewgeni Rukossujew   |
| 17. November 2018 | Innsbruck  | Fabian Küchler     | Robin Schneider    | Jewgeni Rukossujew   |
| 24. November 2018 | Winterberg | Fabian Küchler     | Robin Schneider    | Geng Wenqiang        |
| 6. Dezember 2018  | Königssee  | Fabian Küchler     | Jewgeni Rukossujew | Lukas David Nydegger |
| 7. Dezember 2018  | Königssee  | Yan Wengang        | Fabian Küchler     | Cedric Renner        |
| 11. Januar 2019   | Altenberg  | Dominic Rady       | Jewgeni Rukossujew | Fabian Küchler       |
| 12. Januar 2019   | Altenberg  | Jewgeni Rukossujew | Vladislav Semenov  | Dominic Rady         |
| 26. Januar 2019   | Sigulda    | Jewgeni Rukossujew | Vladislav Semenov  | Krists Netlaus       |

### Gesamtwertung
| Rang | Pilot                | Pilot              | Innsbruck         | Innsbruck         | Winterberg        | Königssee        | Königssee        | Altenberg       | Altenberg       | Sigulda         | Punkte |
| Rang | Name                 | Land               | 16. November 2018 | 17. November 2018 | 24. November 2018 | 6. Dezember 2018 | 7. Dezember 2018 | 11. Januar 2019 | 12. Januar 2019 | 26. Januar 2019 | Punkte |
| ---- | -------------------- | ------------------ | ----------------- | ----------------- | ----------------- | ---------------- | ---------------- | --------------- | --------------- | --------------- | ------ |
| 01   | Fabian Küchler       | Deutschland        | 01                | 01                | 01                | 01               | 02               | 03              | 04              | 05              | 515    |
| 02   | Jewgeni Rukossujew   | Russland           | 03                | 03                | 07                | 02               | 07               | 02              | 01              | 01              | 466    |
| 03   | Cedric Renner        | Deutschland        | 08                | 07                | 05                | 06               | 03               | 06              | 06              | 07              | 332    |
| 04   | Lukas David Nydegger | Deutschland        | 10                | 09                | 08                | 03               | 04               | 08              | 08              | 08              | 315    |
| 05   | Artjom Drosdow       | Russland           | 06                | 06                | 10                | 08               | 06               | 07              | 07              | -               | 260    |
| 06   | Vladislav Semenov    | Russland           | –                 | –                 | –                 | 08               | 05               | 05              | 02              | 02              | 256    |
| 07   | Alexander Schlintner | Australien         | 05                | 11                | 11                | 15               | 20               | 10              | 11              | 16              | 221    |
| 08   | Robin Schneider      | Deutschland        | 08                | 02                | 02                | 05               | DNS              | –               | –               | –               | 211    |
| 09   | Austin Florian       | Vereinigte Staaten | 04                | 04                | 14                | 04               | 08               | –               | –               | –               | 210    |
| 10   | Krists Netlaus       | Lettland           | 11                | 07                | 11                | 29               | 11               | –               | –               | 03              | 185    |